# Tuyến A-A
Tuyến Arkhangelsk-Astrakhan, gọn hơn là tuyến A-A, còn gọi là tuyến Volga-Arkhangelsk, hay tuyến Volga-Arkhangelsk-Astrakhan (hiếm hơn), là mục tiêu quân sự của chiến dịch Barbarossa. Tuyến A-A lần đầu được đề cập đến vào ngày 18 tháng 12 năm 1940 trong Chỉ thị số 21 của Hitler (Fall Barbarossa). Bản chỉ thị đề ra những mục tiêu và điều kiện của cuộc xâm lược Liên bang Xô Viết, mô tả việc đạt được "tuyến chung Volga-Archangelsk" là mục tiêu quân sự tổng thể của chiến dịch.
Tuyến A-A bắt nguồn từ một nghiên cứu quân sự trước đó của Erich Marcks gọi là Chiến dịch dự thảo phía Đông. Công trình nghiên cứu ủng hộ xâm lược Liên Xô đến tuyến "Arkhangelsk-Gorky-Rostov" nhằm ngăn chặn quốc gia này trở thành mối đe dọa của Đức trong tương lai và để "bảo vệ nước Đức trước máy bay ném bom của kẻ thù". Marcks hình dung chiến dịch này, tính cả việc chiếm Moskva và sau đó, cần từ 9 đến 17 tuần để hoàn thành.
Tuyến A-A giả định là đường thẳng nối liền thành phố cảng Arkhangelsk gần biển Trắng ở miền Bắc nước Nga với thành phố cảng Astrakhan gần biển Caspi. Cuộc xâm lược của Đức Quốc xã đã thất bại trong việc đạt được mục tiêu này.
Một chiến dịch quân sự chớp nhoáng từ phía Đức đã đánh bại phần lớn Hồng quân trước thời điểm mùa đông bắt đầu. Quân đội Đức cho rằng đa phần quân nhu, phần lương thực chủ yếu, và nguồn nhân lực của Liên Xô nằm ở vùng lãnh thổ phía tây tuyến A-A. Nếu quân Đức đạt được tới tuyến này, Liên Xô sẽ còn mất khoảng 86% tài nguyên dầu mỏ (vùng dầu mỏ ở Kavkaz). Các nhà hoạch định quân sự đã rõ ràng lựa chọn tuyến A-A là mục tiêu cuối cùng vì hủy diệt (đánh chiếm) hoàn toàn Liên Xô trong một chiến dịch quân sự đơn lẻ được xem là điều không thể nếu nhìn vào diện tích của quốc gia này. Các trung tâm công nghiệp còn lại của Liên Xô ở xa hơn về phía đông sẽ bị phá hủy bằng các đợt ném bom và toàn bộ một Luftflotte (tương đương cụm tập đoàn quân) sẽ được huy động để thực hiện điều này.